# محمد بن للونة

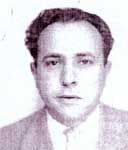
محمد بن للونة

محمد بن للونة (1916 - 1983)، هو محمد بن الحاج سالم بن محمد بللونة. مناضل ورجل سياسة تونسي. ولد بمساكن سنة 1916 في عائلة علمية دينية فكان كل من والده سالم وجده محمد من حفاظ القرآن الكريم. تعلم في البداية بمساكن قبل أن ينتقل لمواصلة الدّراسة بتونس والجزائر. وفي الجزائر درس الحقوق وحصل على شهادة في ذلك. مارس مهنة المحاماة وعمل سنوات بمكتب الوطني حسن القلاتي. ناضل في صفوف الحزب الحر الدستوري التونسي قبل الاستقلال وسجن بسجن تبرسق العسكري زمن الثورة. وبعد الاستقلال عينه الرئيس الحبيب بورقيبة مدعيا للمحكمة الشعبية الأولى وانتخب نائبا في المجلس القومي التأسيسي. كما تولى وزارة العدل في عهد الرئيس الحبيب بورقيبة. وترأس أثناء ذلك مجلس بلدية مساكن بين 1972 و1975 وعرف بدعمه لنشاط جمعية المحافظة على القرآن الكريم بمساكن. وبعد انتهاء مدة الوزارة انقطع من جديد إلى المحاماة وأصبح عميدا للمحامين. اشتهر بدفاعه عن جماعة الاتحاد العام التونسي للشغل الذين تم سجنهم عام 1978 وقد غادر قاعة المحكمة احتجاجا على التعسّف على الموقوفين، فوقع شطبه من قائمة المحامين لمدة عام ثم عاد بعد ذلك إلى نشاطه في سلك المحاماة.
توفي يوم 28 ذي الحجة 1403هـ/15 أكتوبر 1983 بالمرسى ودفن بها.